# Granulomatosi associata a poliangioite
La granulomatosi associata a poliangioite (GPA dall'inglese granulomatosis with polyangiitis) o granulomatosi di Wegener (dal nome di Friedrich Wegener, medico dell'esercito nazista), o poliangioite granulomatosa, è una vasculite necrotizzante su base autoimmune dei piccoli e medi vasi che interessa il sistema respiratorio e frequentemente i reni.
Insieme alla poliangioite microscopica e alla sindrome di Churg-Strauss, rientra nel gruppo delle vasculiti ANCA-associate, cioè di quelle vasculiti caratterizzate dalla presenza in circolo degli anticorpi anti-citoplasma dei neutrofili (ANCA).

## Storia
L'otorinolaringoiatra scozzese Peter McBride (1854-1946) fu il primo a descrivere la condizione nel 1897, in un articolo apparso sul British Medical Journal con il titolo: "Foto di un caso di distruzione veloce del naso e del viso”.
Nel 1936 il patologo tedesco Friedrich Wegener descrisse nel dettaglio la malattia, che successivamente prese il suo nome. Alla luce della scoperta del suo passato legato al partito nazista, diverse organizzazioni tra cui l'American College of Rheumatology, la European League Against Rheumatism e l'American Society of Nephrology, raccomandano l'utilizzo del termine descrittivo poliangioite granulomatosa, utilizzato correntemente nella letteratura medica.

## Epidemiologia
Tale malattia non ha preferenza in fatto di sesso ma colpisce sovente persone di età compresa fra il quarto e il quinto decennio di vita. L'incidenza nella popolazione è bassa, 10 casi per milione all'anno.

## Patogenesi
Responsabili della reazione autoimmune di ipersensibilità sono probabilmente i linfociti T, che indurrebbero un danno tissutale progressivo e cronicizzante con un meccanismo Th1-mediato. Caratteristici della malattia sono poi specifici autoanticorpi detti ANCA (Anti-Neutrophil Cytoplasmic Antibodies) anti-PR3 (diretti contro la proteinasi-3, proteasi secretoria contenuta nei granuli azzurrofili [primari] dei granulociti neutrofili), che possono indurre danno sia direttamente, sia stimolando la degranulazione e l'attività infiammatoria dei neutrofili. Non è chiaro al momento quale sia il meccanismo tra i due predominante.

## Anatomia patologica
La lesione tipica della malattia è un granuloma con centro necrotico (e cavitazione), che si ritrova generalmente nella parete di arteriole, capillari e venule delle vie aeree e del polmone, nei parenchimi circostanti e nei glomeruli renali.
La granulomatosi di Wegener è caratterizzata da una triade di fattori: 
- granulomi nelle alte e basse vie aeree
- vasculite necrotizzante che colpisce principalmente le vie aeree
- glomerulonefrite focale necrotizzante.

## Clinica
I segni iniziali sono molto variabili e la diagnosi può essere gravemente ritardata a causa della natura non specifica dei sintomi. In generale, l'irritazione e l'infiammazione del naso (naso a sella) sono il primo segno nella maggior parte delle persone.
Il coinvolgimento del tratto respiratorio superiore, come naso e seni nasali, è visibile in quasi tutte le persone con GPA. Segni e sintomi tipici del coinvolgimento del naso o del seno nasale includono croste intorno al naso, naso chiuso, naso che cola e deformità come il naso a sella a causa di un foro nel setto nasale. I sintomi e i segni clinici interessano per lo più le vie aeree superiori e inferiori. Essi comprendono: tosse, febbre, dispnea, astenia, dolore toracico, rinorrea persistente, epistassi, emottisi, sinusite, perdita di peso, artralgia, otite, artrite e ulcerazione della mucosa.
L'infiammazione degli strati esterni dell'occhio (sclerite) e congiuntivite sono i segni più comuni di GPA nell'occhio; il coinvolgimento degli occhi è comune e si verifica in poco più della metà delle persone con la malattia.
Con il passare del tempo i rischi e i sintomi aumentano di gravità e si possono trovare miopatie, neuropatie e osteoartropatie.
I normali esami ematochimici (esami del sangue) possono evidenziare un aumento degli indici di flogosi e delle IgA; all'esame delle urine, in caso di coinvolgimento renale, si può osservare un'alterazione del sedimento urinario. La radiografia del torace può mostrare noduli polmonari.
In base all'organo la granulomatosi con poliangioite si può manifestare come:
- Rene: glomerulonefrite rapidamente progressiva (75%), che porta all'insufficienza renale cronica
- Vie aeree superiori, occhi e orecchio:
  - Orecchie: perdita dell'udito conduttiva dovuta a disfunzione del tubo uditivo, perdita dell'udito neurosensoriale (meccanismo poco chiaro)
  - Cavità orale: gengivite, distruzione ossea sottostante con lesione alla radice dentaria, ulcerazioni non specifiche in tutto il rivestimento della bocca[12]
  - Trachea: stenosi subglottale
  - Polmoni: noduli polmonari (indicati come "lesioni della moneta"), infiltrati (spesso interpretati come polmonite), lesioni cavitarie, sanguinamento nei polmoni che inducono una persona a tossire sangue e raramente stenosi bronchiale.
- Artrite: dolore o gonfiore (60%), spesso inizialmente diagnosticato come artrite reumatoide
- Pelle: noduli sottocutanei (granulomi) sul gomito, porpora, vari altri (vedi vasculite cutanea)
- Sistema nervoso: occasionalmente neuropatia sensoriale (10%) e raramente mononeurite multipla

Il cuore, il tratto gastrointestinale e il cervello sono raramente colpiti.

## Trattamento
La terapia consiste nella somministrazione di farmaci corticosteroidi, immunosoppressori e ciclofosfamide, ad alti dosaggi. Nuove terapie con effetti promettenti sono state sperimentate, come il metotrexate, etanercept che è un anti TNF (Tumor Necrosis Factor) e la terapia con rituximab (anticorpi monoclonali) un farmaco biologico che ha portato a lunghi periodi di remissione nei casi resistenti alle cure tradizionali con ciclofosfamide.
L'utilizzo di ciclofosfamide in particolare può portare a effetti indesiderati anche mortali, quali neoplasie, in particolare della vescica (tumori).